# Cúllar Vega
Cúllar Vega ist eine Gemeinde in der Provinz Granada im Südosten Spaniens mit 7.809 Einwohnern (Stand: 2024). Die Gemeinde liegt in der Comarca Vega de Granada.

## Geografie
Die Gemeinde grenzt an die Gemeinden Churriana de la Vega, Las Gabias und Vegas del Genil.

## Geschichte
Die Geschichte der Stadt ist eng mit der von Granada verbunden, dessen Vorort sie heute ist.